# Акуаба

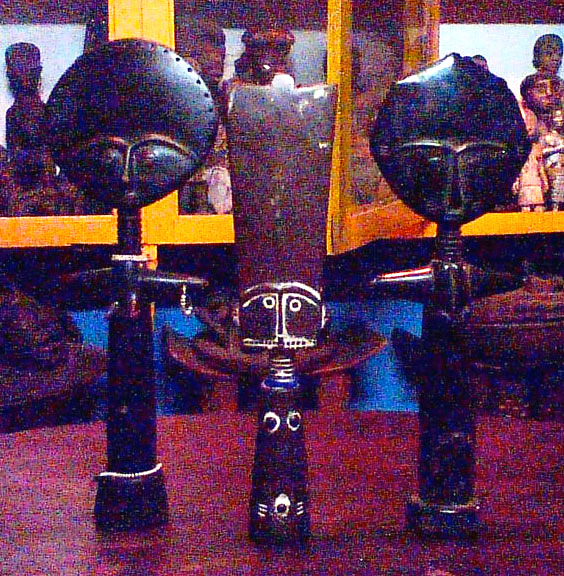

Акуаба — дерев'яна ритуальна лялька, яка символізує жіночу родючість, поширена у народності ашанті, Гана. 

## Опис ляльки
Акуаба вирізані з дерева. Ляльки мають циліндричний корпус та велику дископодібну голову, руки перехрещені з тілом у вигляді хреста. На шиї часто висічені кільця, які зображують намисто, голови ляльки прикрашають імітацією зачіски, під очами зображені рубці від надрізів. Зовнішній вигляд ляльок продиктований канонами краси народності ашанті.

## Назва
Назва походить від міфічної вагітної жінки Акуа, яка хвилювалася за свою вагітність, і пішла до місцевого священика, який порадив їй носити на спині образ дитини з дерева. Так Акуа зробила ляльку, яка за формою нагадує дитину. Згодом Акуа народила здорову та вродливу дівчинку. Незабаром цей звичай почали практикувати інші жінки, і лялька отримала ім'я Акуаба, де «Акуа» — ім'я жінки, та «Ба» — в ашантійській мові означає дитя, буквально перекладається як «дитя Акуа».

## Використання
Використовується безплідними жінками, щоб завагітніти, вагітним жінкам як оберіг, щоб народити здорову та гарну дитину. 
Нині ляльки Акуаба також масово виготовляють для продажу туристам, як талісмани, що символізують щастя.

## Галерея

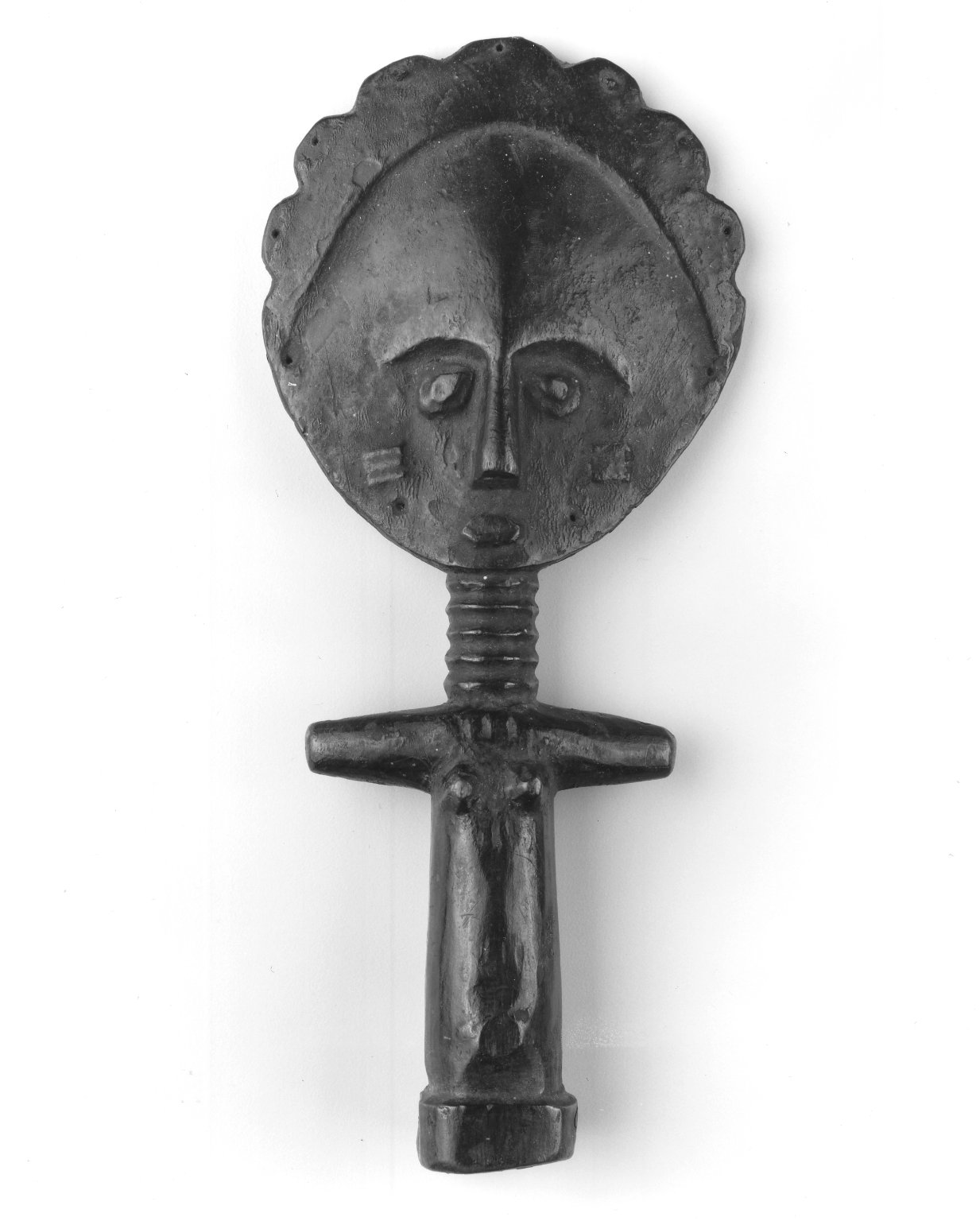
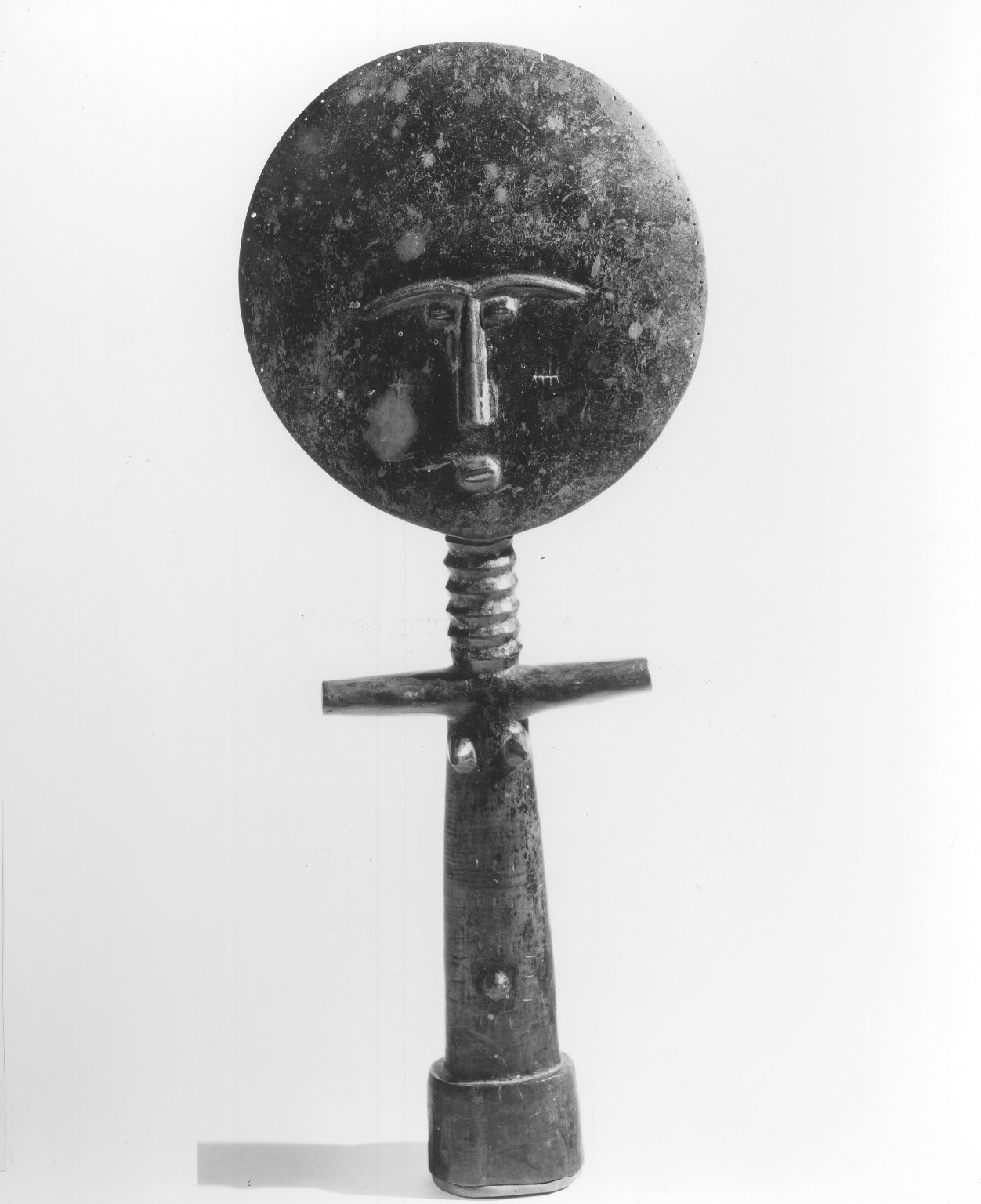
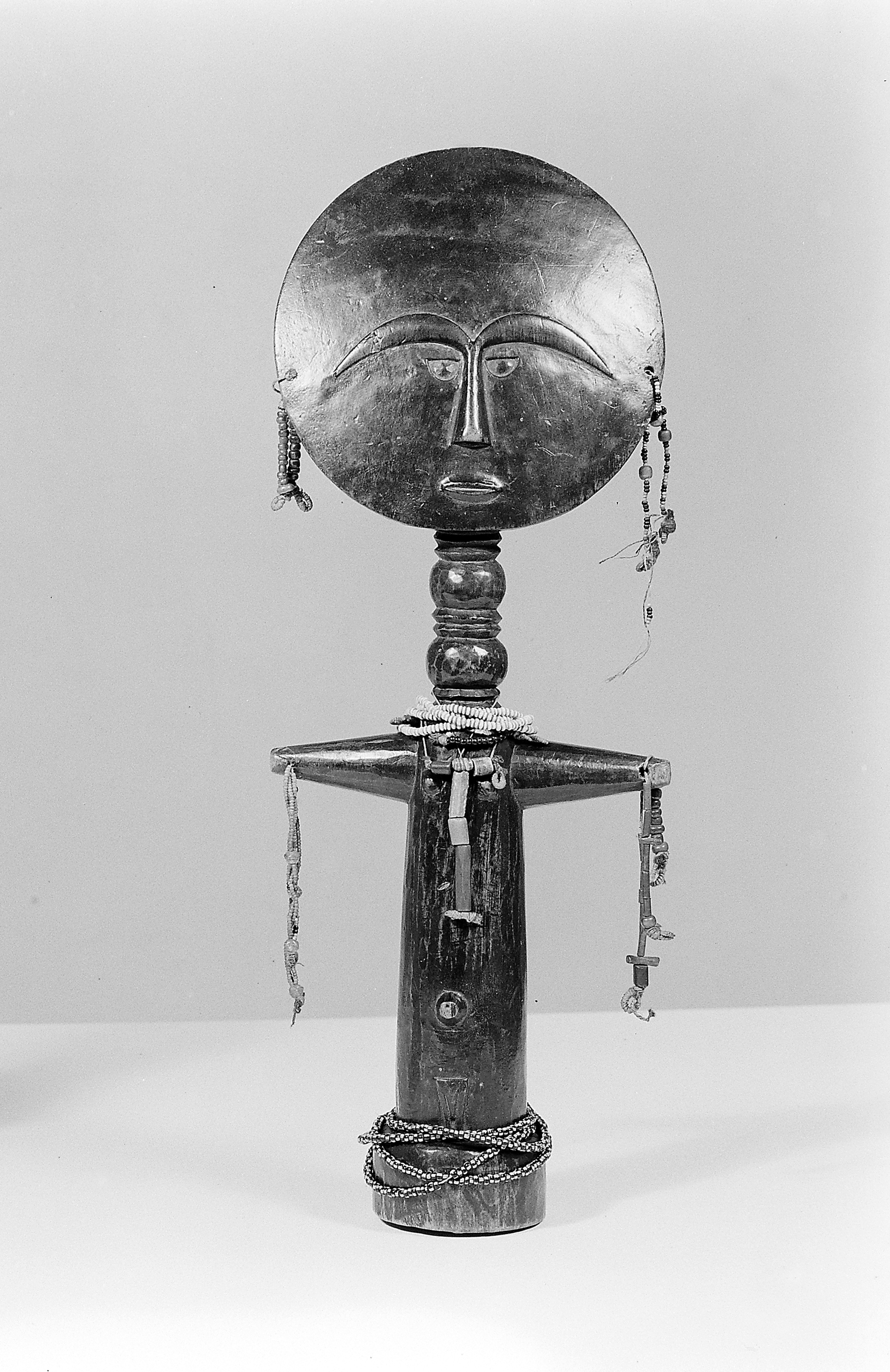
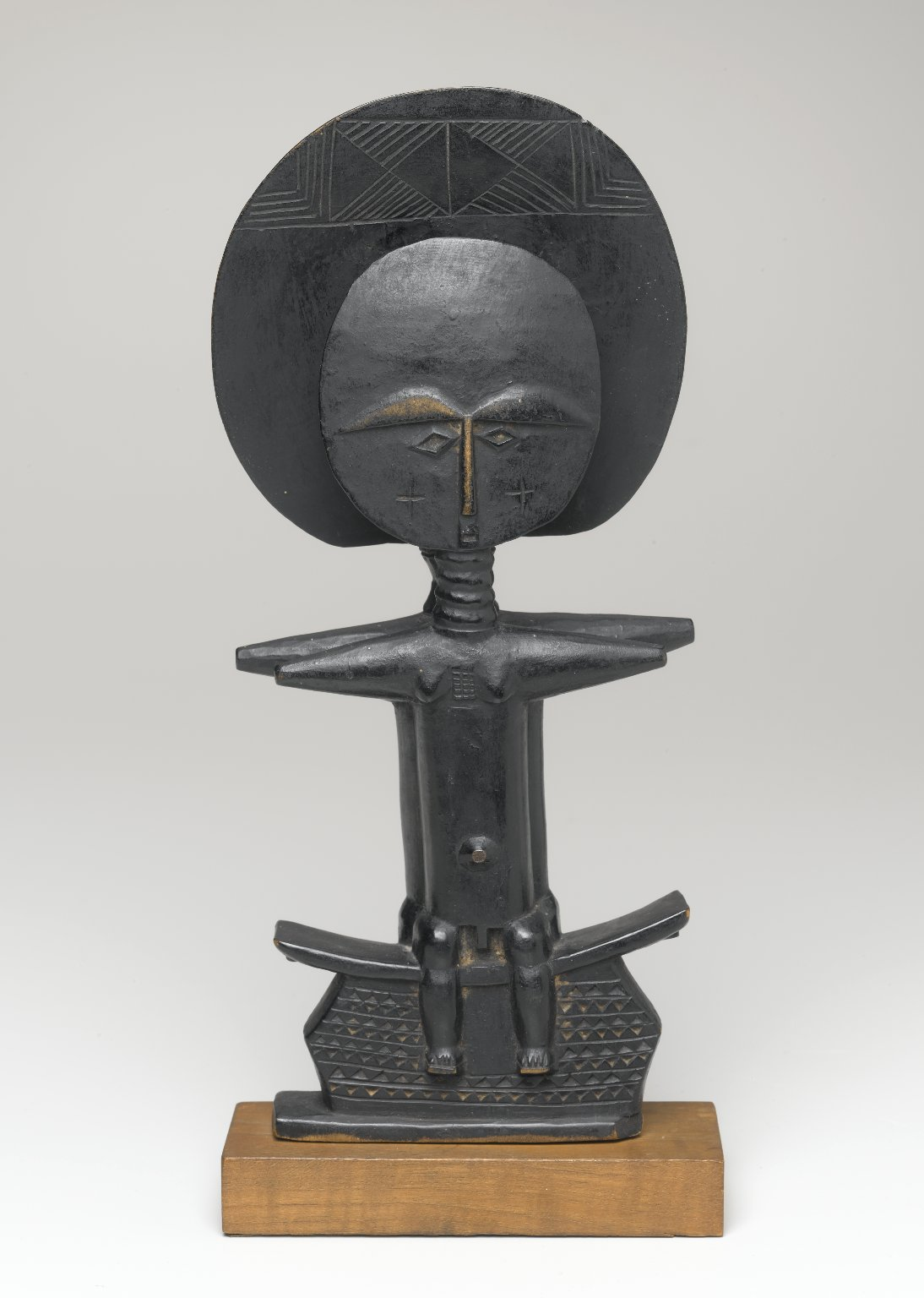
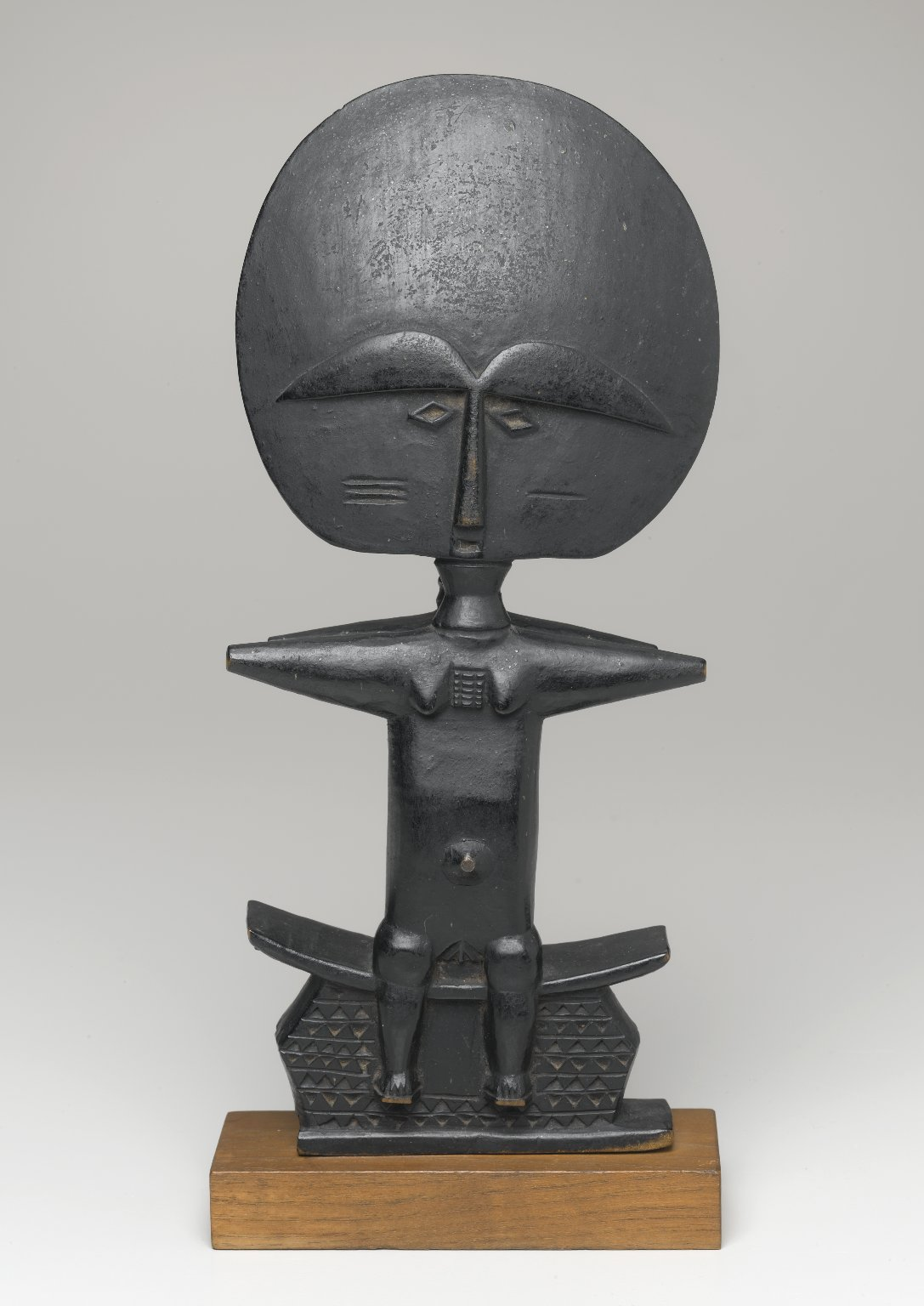
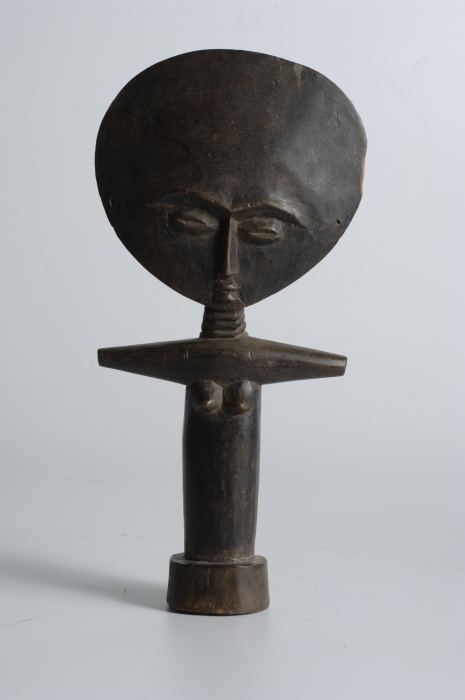
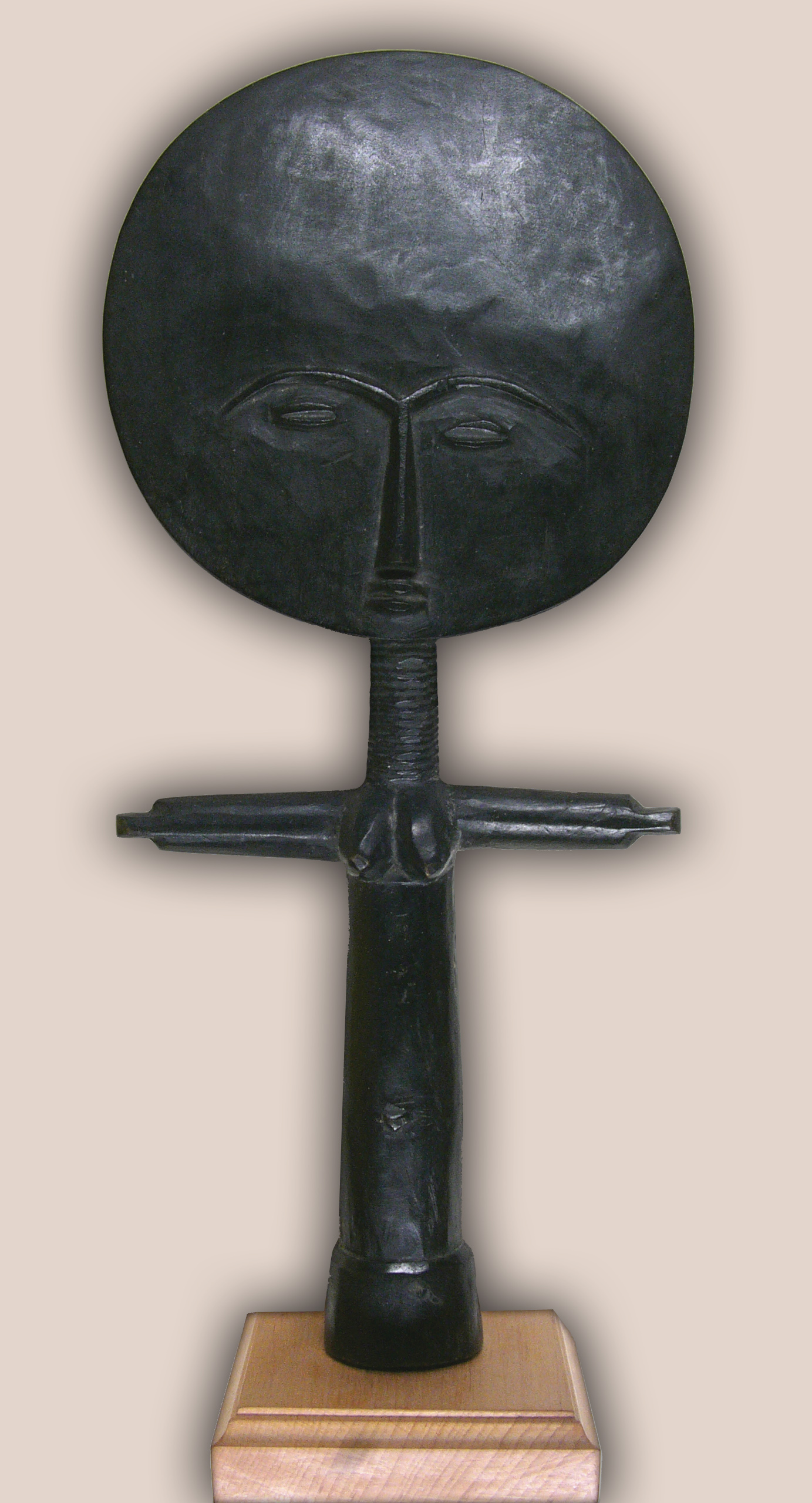
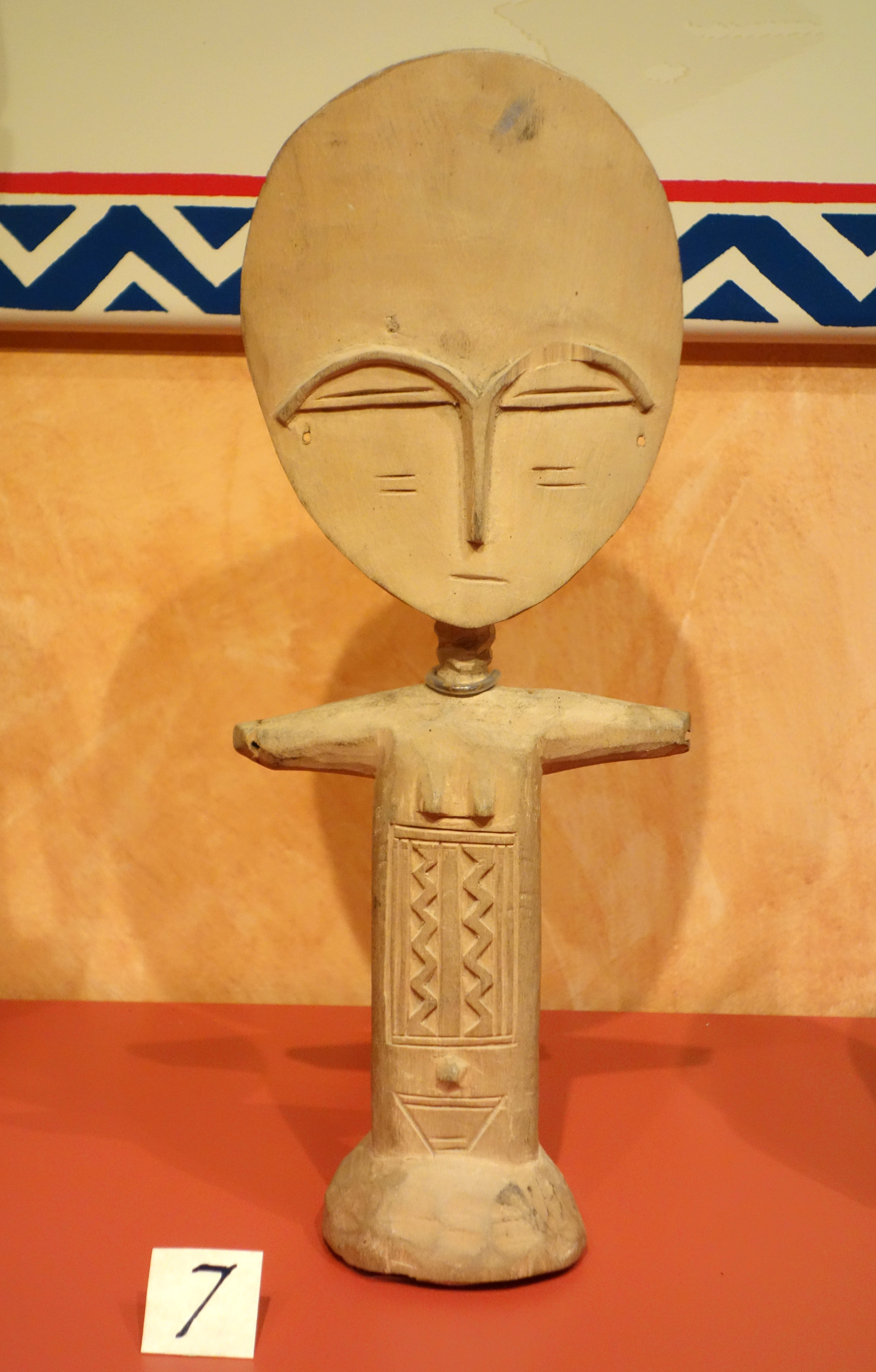
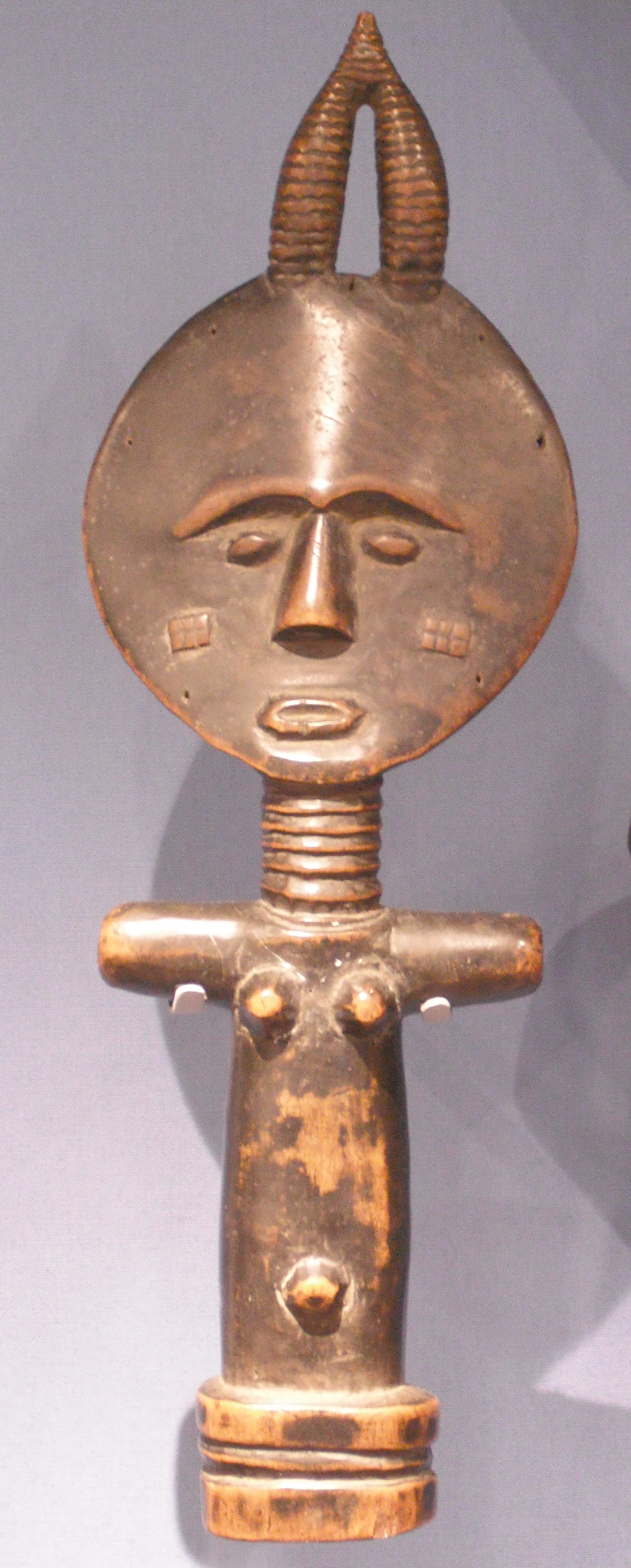